# Аскалаф строкатий
Аскала́ф строка́тий (Libelloides macaronius) — сітчастокрила комаха родини Аскалафових, єдиний представник роду в ентомофауні України. Середземноморський релікт, занесений до Червоної книги України та Червоної книги Ростовської області Росії.

## Опис
Довжина тіла складає 16-22 мм, розмах крил становить близько 50 мм. Голова відносно широка, з великими очима та довгими, булавчастими, чорними вусиками. Груди і коротке, товсте черевце вкриті чорними волосинками. Ноги короткі, з шипами і міцними кігтиками. Крила із сітчастим жилкуванням. Основа передніх крил біла або жовта, а їх вершини прозорі; в центрі кожного крила розташовані парні чорні плями, зазвичай, одна з них (рідше обидві) мало помітна. Основи задніх крил чорні або коричневі, середина жовта, на вершинах розташовані жовті плямі, оторочені чорним.

## Поширення
Ареал виду охоплює Південну та Східну Європу, Малу Азію, південь європейської частини Росії, Закавказзя, захід Казахстану та Середню Азію.
В Україні поширений переважно в Криму, поодинокі знахідки цієї комахи реєструвалися дослідниками на теренах Закарпатської та Луганської областей. Останній осередок продовжується на теренах Росії, де нечисленні аскалафи строкаті були відмічені у Ремонтненському, Зимовніківському та Орловському районах Ростовської області.

## Біологія
Аскалафи строкаті оселяються у відкритих ландшафтах, особливо у місцинах з горбистим рельєфом. Найчастіше їх можна побачити на сонячних галявинах, узліссях гірських і передгірних широколистяних лісів, у чагарникових заростях типу шибляка, на степових ділянках, де панують полин, типчак та ковила. У Кримських горах цей вид комах підіймається до яйл.
Личинки і дорослі особини — хижаки, вони полюють на дрібних комах. Активні вдень лише у сонячну погоду, тільки-но сонце затьмариться, як аскалафи відраз ж сідають на стебла рослин і залишаються нерухомими доти, доки не засяє сонце. Імаго літають з середини червня по серпень. На початку липня самка відкладає 40-50 яєць на стебла трав'янистих рослин. Личинки з серповидними щелепами, схожі на безкрилих жуків; тримаються під камінням або опалим листям, у поверхневому шарі ґрунту.

## Охорона
Причини зміни чисельності: порушення біотопів, зокрема корчування чагарників у місцях перебування виду.
Розмноження у неволі не досліджувалось.
Занесено до Червоної книги України (з 1980 року) та Червоної книги Ростовської області Росії. Аскалаф строкатий охороняється в Україні у Карадазькому та Опуцькому заповідниках, де подекуди є звичайним видом, а також в Росії у Ростовському заповіднику, де щільність популяцій оцінюється на рівні 40-50 особин на 1 га.